# 湯田川村
湯田川村（ゆだがわむら）は山形県西田川郡にあった村。現在の鶴岡市中心部の南西、国道345号沿線にあたる。

## 地理
- 山：金峰山、虚空蔵山

## 歴史
- 1892年（明治25年）10月7日 - 田川村の一部（大字田川湯・藤沢）が分立して発足。
- 1955年（昭和30年）4月1日 - 鶴岡市に編入。同日湯田川村廃止。

## 名所・旧跡・観光スポット・祭事・催事
- 湯田川温泉